# Mathias Hebo Rasmussen
Mathias Hebo Rasmussen (født 1. januar 1995 i Danmark) er en dansk fodboldspiller, der spiller for Lyngby Boldklub.
Rasmussen er lillebror til tidligere Vejle Boldklub-spilleren Jonas Hebo Rasmussen, og søn af tidligere Hvidovre IF-profil, Kim Rasmussen.

## Karriere
Rasmussen spillede Rasmussen i Hvidovre IF som ynglingespiller. Rasmussen fik, udover at være anfører på Hvidovres U/17, også debut på både U/19 og divisionsholdet.

### FC Nordsjælland
I sommeren 2012 skiftede Rasmussen til FCN. I sommeren 2014 var midtbanespilleren en ud af seks U/19 spillere, som blev rykket op i superligatruppen.
Hebo Rasmussen fik sin debut for FC Nordsjælland i Superligaen den 10. oktober 2014, da han blev skiftet ind i det 79. minut i stedet for Mario Ticinovic i en 0-0-kamp mod Randers FC. I sin første halvsæson i Superligaen spillede han tre kampe. I løbet af sommeren 2015 spillede han yderligere tre kampe, inden han på sidste transferdag i sommertransfervinduet 2015 blev udlejet til FC Vestsjælland på en halvårig aftale.
På den sidste dag i vintertransfervinduet 2016 blev det offentliggjort, at FC Nordsjælland havde ophævet kontrakten med Rasmussen, idet han var nået til enighed med en unavngiven klub.

### FC Fredericia
Den 1. februar 2016, samme dag som offentliggørelsen af det afbrudte samarbejde mellem FC Nordsjælland og Rasmussen, blev det bekræftet, at FC Fredericia var den unavngivne klub. Her skrev Rasmussen under på kontrakt, der gælder frem til sommeren 2016.

### Lyngby Boldklub
Den 17. juni 2017 underskrev Mathias Hebo Rasmussen en 3 årig kontrakt med Lyngby Boldklub.

### Vejle Boldklub
Den 9. januar 2019 blev det offentliggjort at Mathias Hebo Rasmussen skrevunder på en kontrakt med Vejle Boldklub. Hererefter valgte Vejle at leje Hebo ud til Silkeborg IF.

### Lyngby Boldklub
I 2020 Kunne Lyngby igen hente Mathias Hebo hjem til de kongeblå.

### Cracovia
I 2021 blev Mathias Hebo blev solgt til polske Cracovia.. 
Et ophold der desvære endte med en slem skade som holdt ham ude i 627 dage.

### Lyngby Boldklub
I 2024 Kunne Lyngby atter engang hente Mathias Hebo hjem til de kongeblå.

## Landshold
Mathias Hebo Rasmussen blev udtaget i sidste øjeblik til OL-truppen til OL 2016 i Rio, efter at der var indløbet en række afbud.